# Marmara fraxinicola
Marmara fraxinicola är en fjärilsart som beskrevs av Braun 1922. Marmara fraxinicola ingår i släktet Marmara och familjen styltmalar. Inga underarter finns listade i Catalogue of Life.